# Valeriana atacamensis
Valeriana atacamensis är en kaprifolväxtart som beskrevs av Bors. Valeriana atacamensis ingår i släktet vänderötter, och familjen kaprifolväxter. Inga underarter finns listade i Catalogue of Life.